# Coupe d'Océanie féminine espoirs de hockey sur gazon 2022
Navigation
Gold Coast 2016 2024
La Coupe d'Océanie féminine espoirs de hockey sur gazon 2022 était la sixième édition de la Coupe d'Océanie espoirs de hockey sur gazon. Le tournoi consistait en trois test matches entre les équipes nationales des moins de 21 ans de l'Australie et de la Nouvelle-Zélande. Il a eu lieu au Canberra National Hockey Centre à Canberra, Australie du 8 au 11 décembre 2022,.
Le tournoi a servi de qualification pour la Coupe du monde des moins de 21 ans 2023 qui se tiendra à Kuala Lumpur, Malaisie. Comme seules deux associations nationales participeront, les deux équipes se qualifieront automatiquement car la OHF reçoit deux places de qualification.

## Critères
En cas d'égalité de points de plusieurs équipes à l'issue des matchs de poule, les critères suivants sont appliqués dans l'ordre indiqué pour établir leur classement:
1. Points de chaque équipe,
2. Matchs gagnés,
3. Différence de buts,
4. Buts pour,
5. Plus grand nombre de points obtenus dans les matchs de poule disputés entre les équipes concernées,
6. Buts marqués en plein jeu.

## Tournoi toutes rondes
| Rang | Équipe           | Pts | J | G | N | P | Bp | Bc | Diff |
| ---- | ---------------- | --- | - | - | - | - | -- | -- | ---- |
| 1    | Australie H T    | 7   | 3 | 2 | 1 | 0 | 9  | 4  | +5   |
| 2    | Nouvelle-Zélande | 1   | 3 | 0 | 1 | 2 | 4  | 9  | -5   |

| 8 décembre 2022  | Australie | 2 - 2 | Nouvelle-Zélande |
| 10 décembre 2022 | Australie | 4 - 2 | Nouvelle-Zélande |
| 11 décembre 2022 | Australie | 3 - 0 | Nouvelle-Zélande |

| Match 1               | Australie               | 2 - 2   | Nouvelle-Zélande           |                                         |                                         |
| 8 décembre 2022 16h00 | Stewart 3e · Harris 45e | (1 - 1) | 12e Catley · 58e Hildesley | Arbitrage : Lani Jackman Tamara Leonard | Arbitrage : Lani Jackman Tamara Leonard |
| 8 décembre 2022 16h00 | Rapport                 |         |                            | Arbitrage : Lani Jackman Tamara Leonard | Arbitrage : Lani Jackman Tamara Leonard |

| Match 2                | Australie                         | 4 - 2   | Nouvelle-Zélande |                                         |                                         |
| 10 décembre 2022 15h30 | Stewart 5e, 13e, 57e · Harris 50e | (2 - 1) | 21e, 33e Catley  | Arbitrage : Lani Jackman Tamara Leonard | Arbitrage : Lani Jackman Tamara Leonard |
| 10 décembre 2022 15h30 | Rapport                           |         |                  | Arbitrage : Lani Jackman Tamara Leonard | Arbitrage : Lani Jackman Tamara Leonard |

| Match 3                | Australie                  | 3 - 0   | Nouvelle-Zélande |                                         |                                         |
| 11 décembre 2022 14h30 | Flynn 16e · Jones 34e, 56e | (2 - 0) |                  | Arbitrage : Lani Jackman Tamara Leonard | Arbitrage : Lani Jackman Tamara Leonard |
| 11 décembre 2022 14h30 | Rapport                    |         |                  | Arbitrage : Lani Jackman Tamara Leonard | Arbitrage : Lani Jackman Tamara Leonard |

## Classement final
| Rang                       | Équipe           | J | V | N | P | BP | BC | Diff | Pts |
| -------------------------- | ---------------- | - | - | - | - | -- | -- | ---- | --- |
| Médaille d'or, Océanie     | Australie H T    | 3 | 2 | 1 | 0 | 9  | 4  | +5   | 7   |
| Médaille d'argent, Océanie | Nouvelle-Zélande | 3 | 0 | 1 | 2 | 4  | 9  | -5   | 1   |

|  | Nation qualifiée pour la Coupe du monde espoirs 2023 |